# Hi-Fi 뉴스 & 레코드 리뷰
Hi-Fi 뉴스 & 레코드 리뷰(영어: Hi-Fi News & Record Review)는 AV 테크 미디어가 발간하는 영국의 월간지로 오디오 장비와 관련된 음향 기기나 녹음 장비 등에 대한 뉴스, 소개 및 리뷰를 중점적으로 다루며, 그 외에도 음악에 대한 리뷰도 같이 한다.
1956년부터 발간하였으며, Hi-Fi라는 명칭을 이름에 사용한 가장 오래된 잡지이다. 대중음악 전문지와는 달리 음악을 평론할 때 음질도 함께 평가한다.
하드웨어 장비 뿐만 아니라 슈퍼 오디오 CD나 최근에는 FLAC 다운로드에 대한 리뷰도 진행하고 있다.